# Jordan Martinook
Jordan Martinook, född 25 juli 1992, är en kanadensisk professionell ishockeyspelare som spelar för Carolina Hurricanes i NHL.
Han har tidigare spelat för Arizona Coyotes och på lägre nivåer för Portland Pirates i AHL och Vancouver Giants i WHL.
Martinook draftades i andra rundan i 2012 års draft av Phoenix Coyotes som 58:e spelare totalt.
Den 3 maj 2018 blev han tradad från Arizona till Carolina tillsammans med ett draftval i fjärde rundan 2018, i utbyte mot Marcus Krüger och ett draftval i tredje rundan 2018.

## Statistik
| 2005–2006  | Leduc Oil Kings        | AMBHL      | 1   | 0  | 0  | 0  | 0   | —  | — | — | —  | —  |
| 2006–2007  | Leduc Oil Kings        | AMBHL      | 30  | 19 | 14 | 33 | 32  | —  | — | — | —  | —  |
| 2007–2008  | Leduc Oil Kings        | AMHL       | 3   | 1  | 0  | 1  | 0   | —  | — | — | —  | —  |
| 2008–2009  | Leduc Oil Kings        | AMHL       | 33  | 7  | 13 | 20 | 38  | —  | — | — | —  | —  |
|            | Drayton Valley Thunder | AJHL       | 6   | 1  | 1  | 2  | 0   | —  | — | — | —  | —  |
| 2009–2010  | Drayton Valley Thunder | AJHL       | 59  | 21 | 19 | 40 | 48  | —  | — | — | —  | —  |
| 2010–2011  | Vancouver Giants       | WHL        | 72  | 11 | 17 | 28 | 67  | 4  | 1 | 0 | 1  | 8  |
| 2011–2012  | Vancouver Giants       | WHL        | 72  | 40 | 24 | 64 | 80  | 6  | 3 | 6 | 9  | 2  |
| 2012–2013  | Portland Pirates       | AHL        | 53  | 9  | 10 | 19 | 30  | 3  | 0 | 1 | 1  | 0  |
| 2013–2014  | Portland Pirates       | AHL        | 67  | 14 | 16 | 30 | 48  | —  | — | — | —  | —  |
| 2014–2015  | Arizona Coyotes        | NHL        | 8   | 0  | 1  | 1  | 0   | —  | — | — | —  | —  |
|            | Portland Pirates       | AHL        | 62  | 15 | 28 | 43 | 41  | —  | — | — | —  | —  |
| 2015–2016  | Arizona Coyotes        | NHL        | 81  | 9  | 15 | 24 | 18  | —  | — | — | —  | —  |
| 2016–2017  | Arizona Coyotes        | NHL        | 77  | 11 | 14 | 25 | 40  | —  | — | — | —  | —  |
| 2017–2018  | Arizona Coyotes        | NHL        | 81  | 6  | 9  | 15 | 45  | —  | — | — | —  | —  |
| 2018–2019  | Carolina Hurricanes    | NHL        | —   | —  | —  | —  | —   | —  | — | — | —  | —  |
| NHL totalt | NHL totalt             | NHL totalt | 247 | 26 | 39 | 65 | 103 | —  | — | — | —  | —  |
| AHL totalt | AHL totalt             | AHL totalt | 182 | 38 | 54 | 92 | 119 | 3  | 0 | 1 | 1  | 0  |
| WHL totalt | WHL totalt             | WHL totalt | 144 | 51 | 41 | 92 | 147 | 10 | 4 | 6 | 10 | 10 |